# Groupement d'intérêt économique et environnemental
 (mai 2023).
Le Groupement d'intérêt économique et Environnemental (GIEE) est en France un regroupement d'agriculteurs et d'autres partenaires autour d'un projet commun orienté vers un mode de production plus écologique et plus performant, économiquement et socialement, afin de contribuer à la transition écologique.
Ce mode d'organisation est officiellement reconnu par l'État.

## Création et reconnaissance
Le Groupement d'intérêt économique et environnemental est créé dans le cadre de l'article 3 de la loi no 2014-1170 d'avenir pour l'agriculture, l'alimentation et la forêt (LAAAF), le 13 octobre 2014.
Il s'agit d'un des outils qui, en s'appuyant sur des projets collectifs, cherchent à rendre les exploitations agricoles plus performantes d'un point de vue économique, social et environnemental.
Les conditions nécessaires à la reconnaissance d'un GIEE sont :
- Regrouper plusieurs exploitations agricoles sur un territoire cohérent favorisant des synergies ;
- Proposer des actions relevant de l’agroécologie permettant d’améliorer les performances économiques, sociales et environnementales de ces exploitations, notamment en favorisant l’innovation technique, organisationnelle ou sociale et l’expérimentation agricoles ;
- Répondre aux enjeux économiques, sociaux et environnementaux du territoire où sont situées les exploitations agricoles concernées, notamment ceux identifiés dans le plan régional de l’agriculture durable mentionné à l’article L. 111-2-1, en cohérence avec les projets territoriaux de développement local existants ;
- Prévoir les modalités de regroupement, de diffusion et de réutilisation des résultats obtenus sur les plans économique, environnemental et social.

Le GIEE bénéficie d'un cadre législatif souple. Le décret d’application no 2014-1173 du 13 octobre 2014 et l’instruction technique DGPAAT/SDBE/2014-930 du 25/11/2014 ont précisé les règles d'une procédure de reconnaissance. Celle-ci se fait au niveau régional et doit être signé par le préfet.
Le dossier de candidature doit être déposé à la Direction régionale de l'Alimentation, de l’agriculture, et de la Forêt (DRAAF) de la région, où se trouve le siège social du porteur de projet. Ensuite, le préfet reçoit l'avis de la formation spécialisée de la Commission régionale de l’économie agricole et du monde rural (COREAMUR).
Critères : Le dossier doit répondre à plusieurs objectifs, les cinq premiers étant :
- objectifs de performances économiques ;
- objectifs de performances environnementales ;
- objectifs de performances sociales ;
- pertinence technique des actions ;
- plus-values de l'action collective (organisation et fonctionnement) ;

et les cinq suivants étant :
- pertinence du partenariat ;
- caractère innovant du projet ;
- durée et pérennité du projet ;
- modalités d'accompagnement des agriculteurs ;
- exemplarité ;
- possibilité de transfert ou reproductibilité du projet.

Chacun de ces critères est évalué, et reçoit un avis (positif, neutre ou négatif). Pour être reconnu, le projet doit avoir un avis positif sur les cinq premiers critères et un avis globalement positif sur les cinq suivants. Le préfet peut alors valider le projet. Ce statut peut être retiré. Le responsable du projet doit produire pour la DRAAF un bilan tous les trois ans, et un bilan final en fin de projet.
La mise en place d'un GIEE induit inévitablement une transparence économique des GAEC, lorsqu'il y a mis en commun de toutes les activités agricoles des associés.

## Thèmes abordés
Plus de 8600 agriculteurs et 7300 exploitations sont impliqués dans ce dispositif. La taille des collectifs va d'une dizaine à plus de 100 agriculteurs, avec une moyenne d'une vingtaine d'agriculteurs par GIEE. De plus, des partenaires non-agriculteurs font également partie du collectif.
Beaucoup de production sont représentées par les GIEE (allant jusqu'à l'apiculture ou la production spécialisée comme les plantes aromatiques, à parfum et médicinales ou l'arboriculture tel ArboNovateur en Midi-Pyrénées). Souvent, plusieurs productions coexistent dans un même projet.
60 % des projets concernent l'élevage, mais parmi ces 60 %, une grande partie sont en fait des exploitations mixtes de polyculture-élevage.

## Financements
Mis à part dans certaines régions[Lesquels ?], il n'y a pas de financement alloué aux GIEE, mais ils peuvent bénéficier de majorations dans l'attribution d'aides ou d'une attribution préférentielle. Elles pourront provenir de plusieurs sources et notamment de financements européens (Feader, FEDER, FSE, FEAGA, Horizon 2020), de l'État, des collectivités territoriales, d'organismes publics (ADEME, Agences de l'eau...). Les bénéficiaires de l'aide peuvent être des exploitations agricoles, des collectifs ou des partenaires qui contribuent au projet, selon la nature de l'action réalisée.
Voici certains des financements dont dépendent les GIEE :
- Instruction technique DGPE/SDPE/2016-100 du 10-02-2016 relative au Lancement de l’appel à projets Mobilisation collective pour agro-écologie 2016 « Animation des GIEE »[10].
- Instruction technique DGPE/SDPE/2015-870 du 10-10-2015 relative aux Actions d’animation relatives aux Groupements d'intérêt économique et environnemental (GIEE) sur financement du BOP 154[10],[11].
- Une enveloppe budgétaire CAS-DAR de 2 millions d'euros est prévue pour 2016. Elle sera distribuée entre les régions en fonction du nombre de GIEE qu'elle comptera au 31 janvier 2016.
- 1 million d'euros a déjà été distribué au titre BOP 154 sur la sous-action 11.

## Nombre de GIEE en France
Les premiers GIEE sont reconnus lors du salon international de l'agriculture de février 2015, à l'occasion de la visite du ministre de l’Agriculture, Stéphane Le Foll, du Président de la République, François Hollande, et du Premier ministre, Manuel Valls. Le 5 octobre 2015, lors d'un évènement consacré aux GIEE, le ministre de l'Agriculture faisait l'éloge de la reconnaissance de 128 nouveaux GIEE.
Le 01 janvier 2019, il y en avait 494 d'actifs :
| Régions                    | Nombres de GIEE | Nombre d'exploitations | Nombre d'exploitants |
| -------------------------- | --------------- | ---------------------- | -------------------- |
| Auvergne Rhône-Alpes       | 26              | 298                    | 480                  |
| Bourgogne - Franche Comté  | 50              | 733                    | 1053                 |
| Bretagne                   | 40              | 688                    | 715                  |
| Centre - Val de Loire      | 13              | 161                    | 222                  |
| Corse                      | 6               | 43                     | 46                   |
| Grand Est                  | 41              | 590                    | 820                  |
| Guadeloupe                 | 7               | 37                     | 37                   |
| Hauts de France            | 21              | 270                    | 231                  |
| Ile de France              | 2               | 19                     | 18                   |
| Martinique                 | 2               | 34                     | 34                   |
| Mayotte                    | 5               | 15                     | 66                   |
| Normandie                  | 29              | 367                    | 531                  |
| Nouvelle Aquitaine         | 90              | 1260                   | 1479                 |
| Occitanie                  | 96              | 1729                   | 1467                 |
| Pays de la Loire           | 23              | 377                    | 613                  |
| Provence-Alpes-Côte d'Azur | 37              | 541                    | 675                  |
| Réunion                    | 6               | 165                    | 165                  |
| TOTAL                      | 494             | 7327                   | 8652                 |